# Mar Glaciale Artico

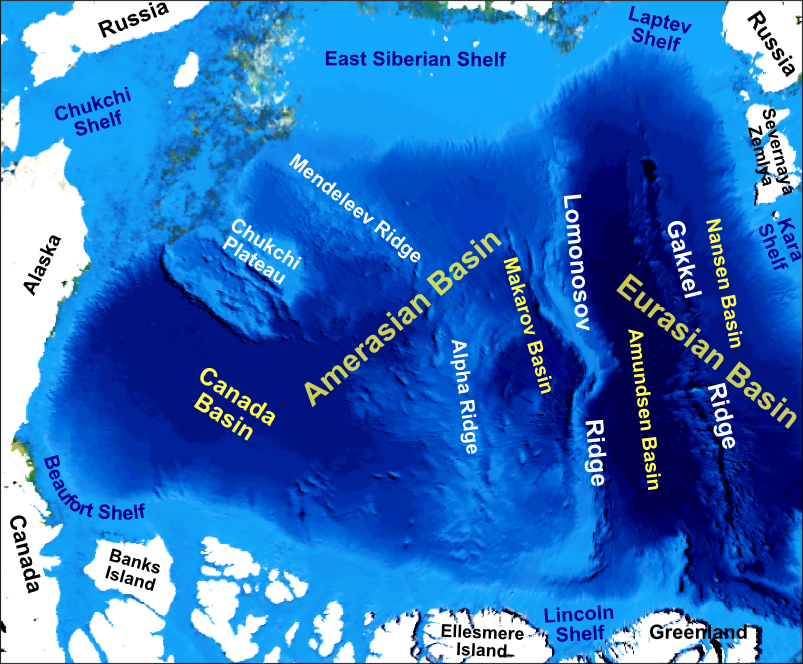
Profilo batimetrico del Mare Artico

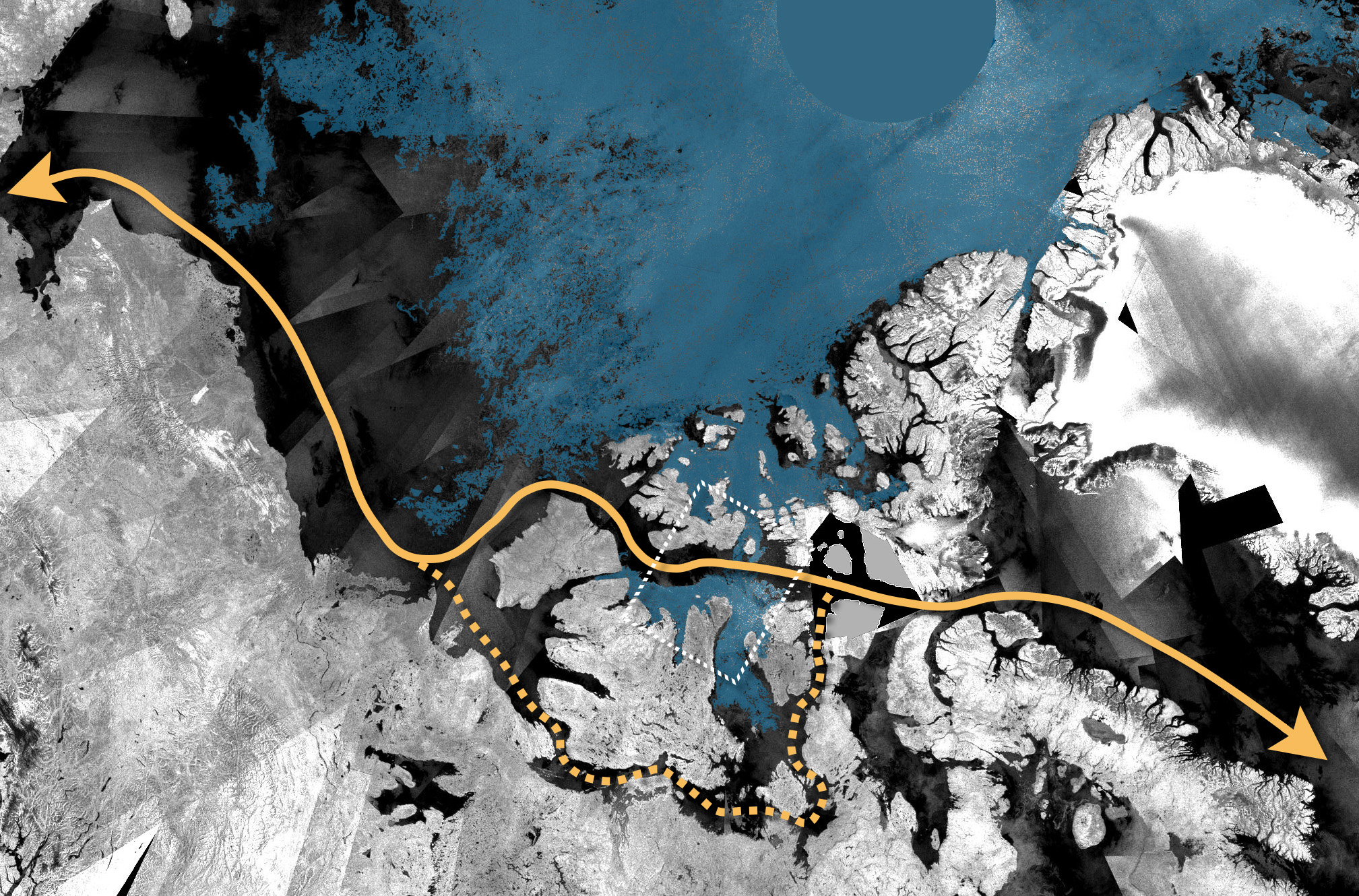
Passaggio a nord-ovest

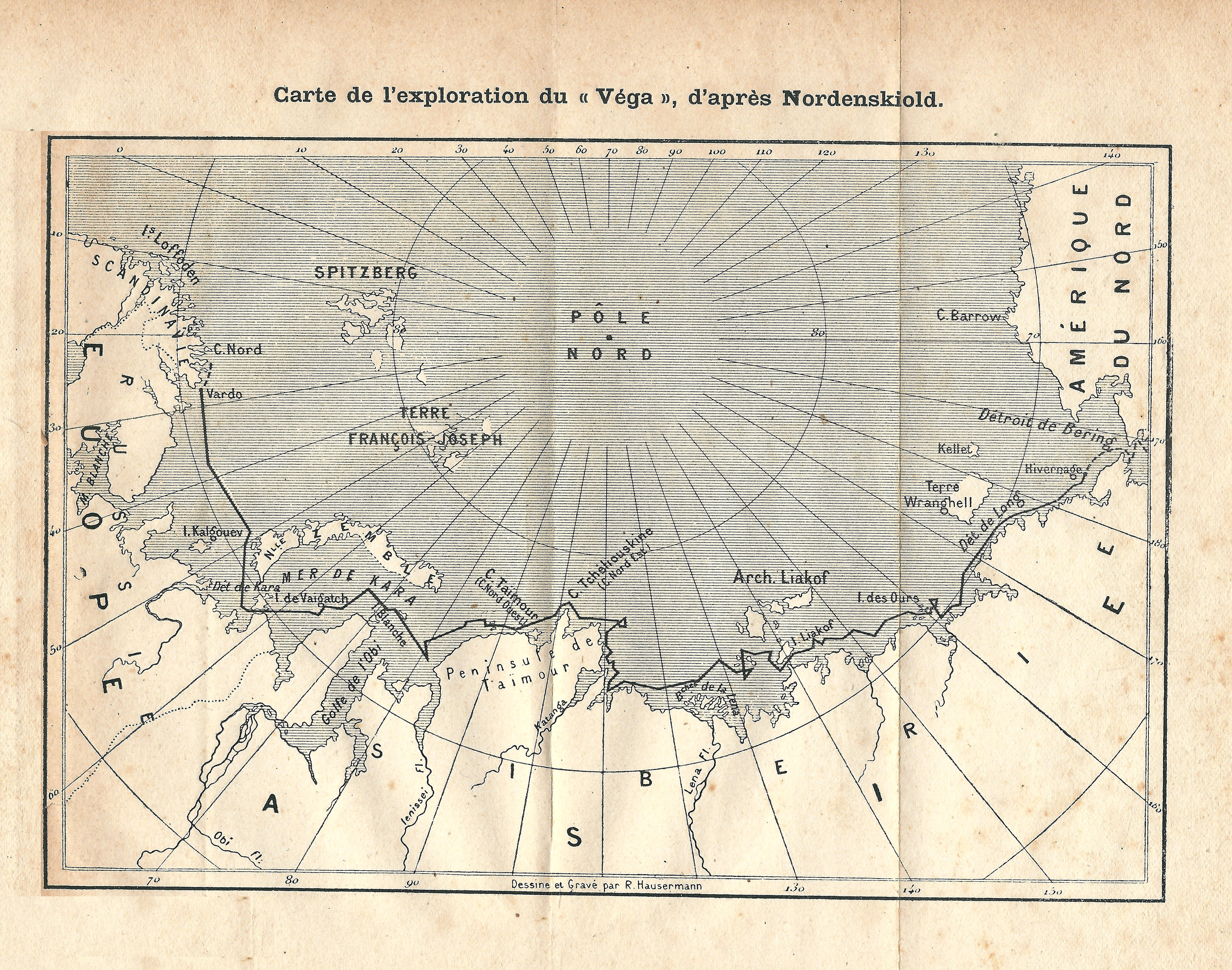
Passaggio a nord-est

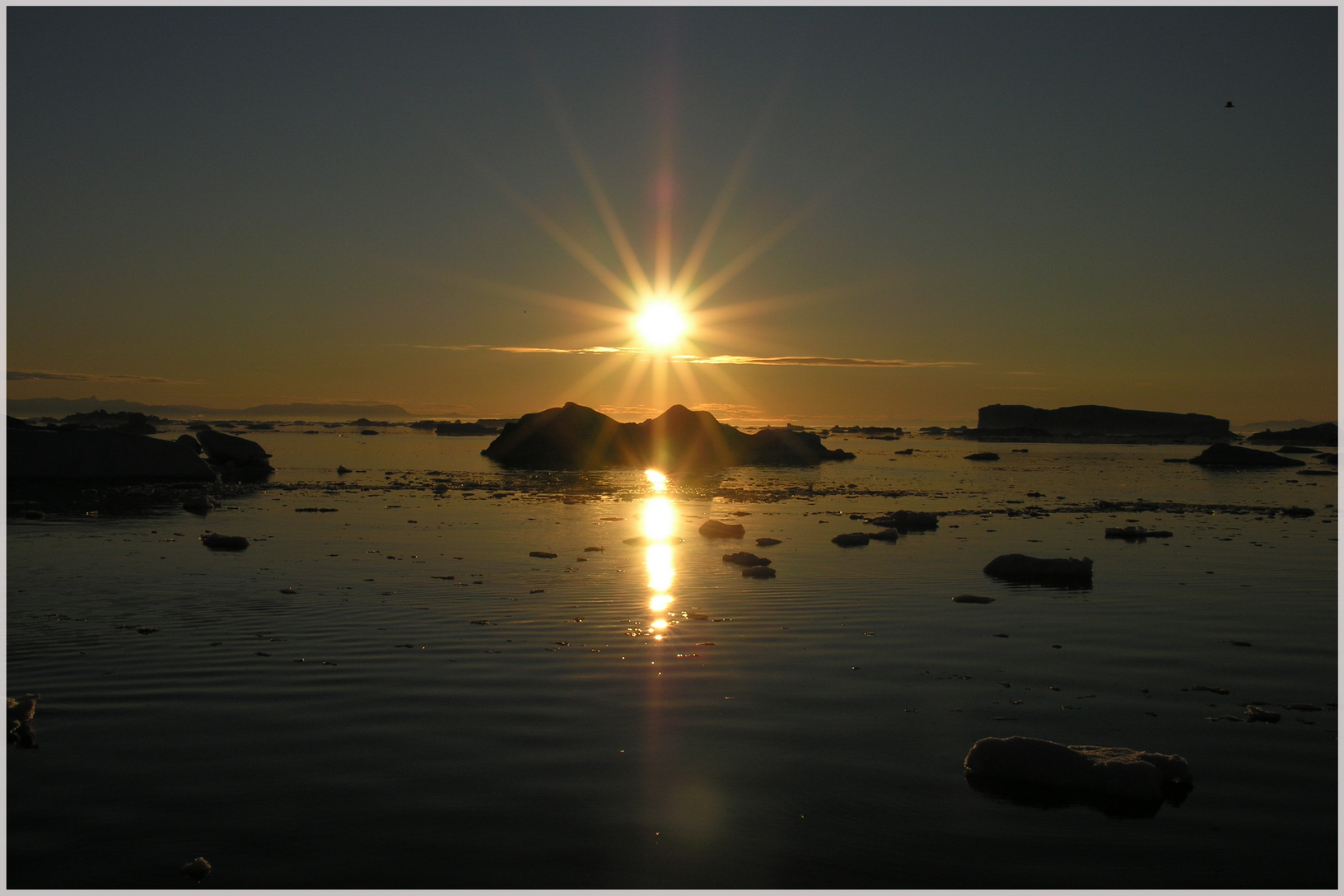
Sole di mezzanotte (Groenlandia)

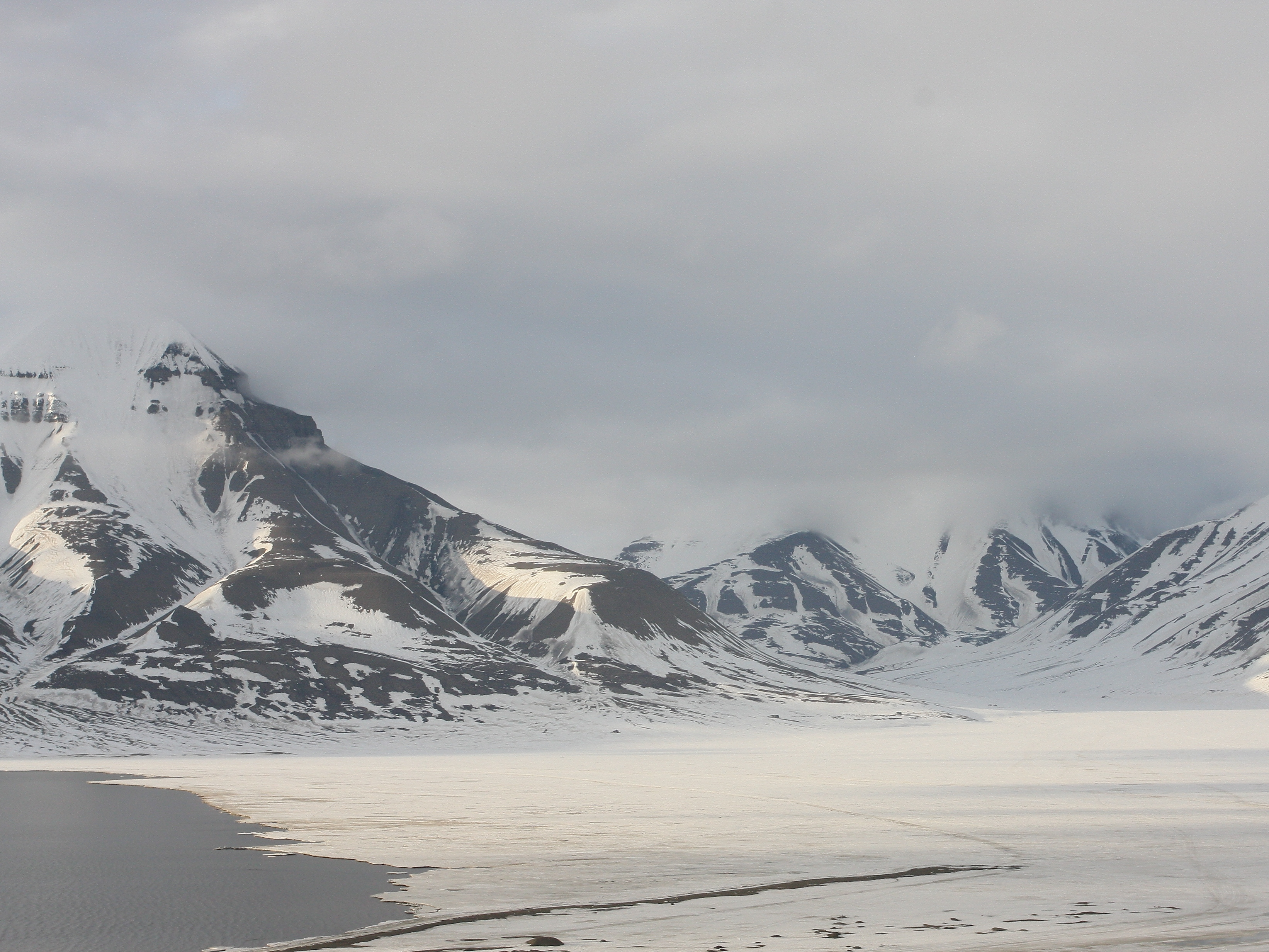
Isole Svalbard (Norvegia)

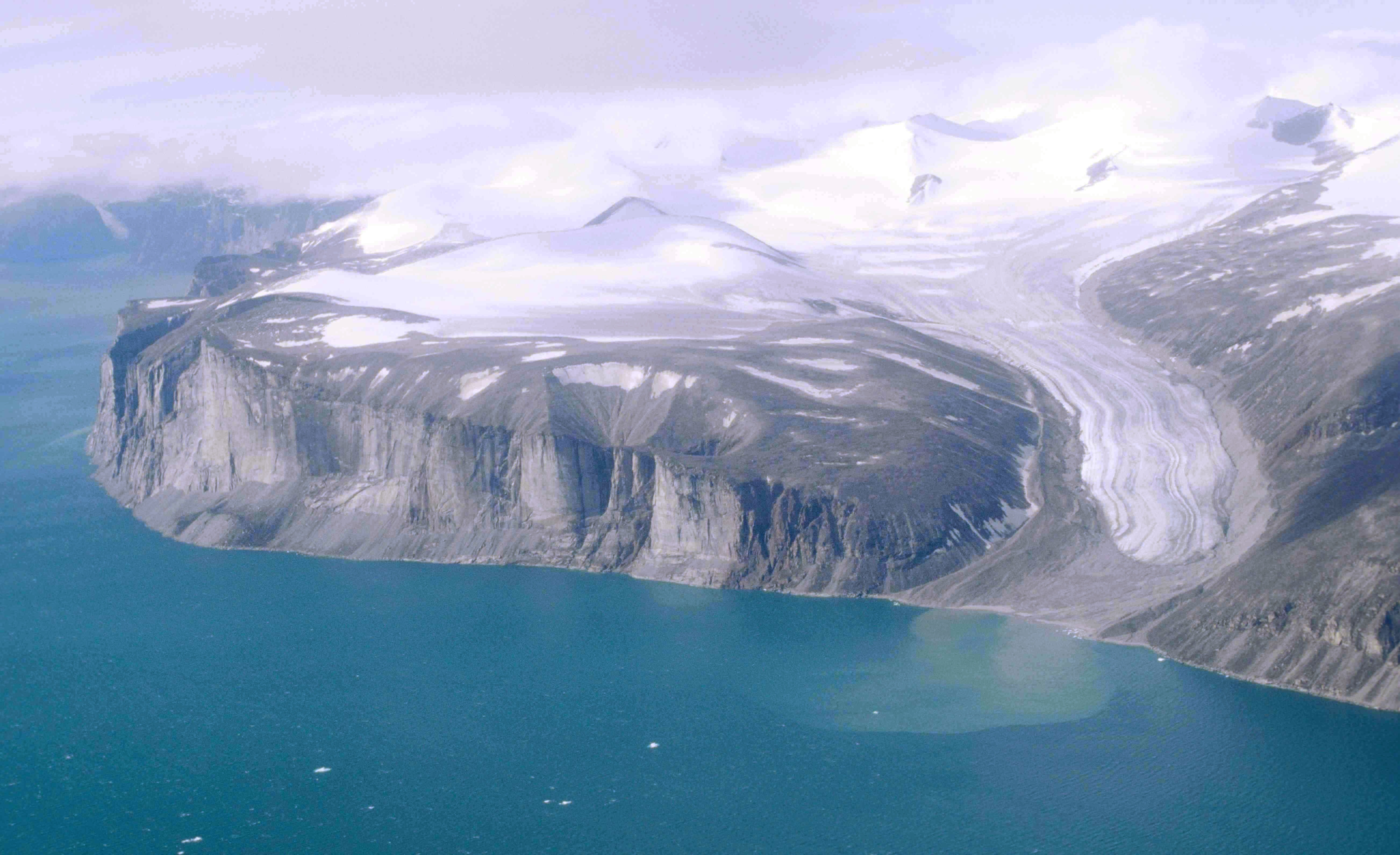
Isola di Baffin (Canada)

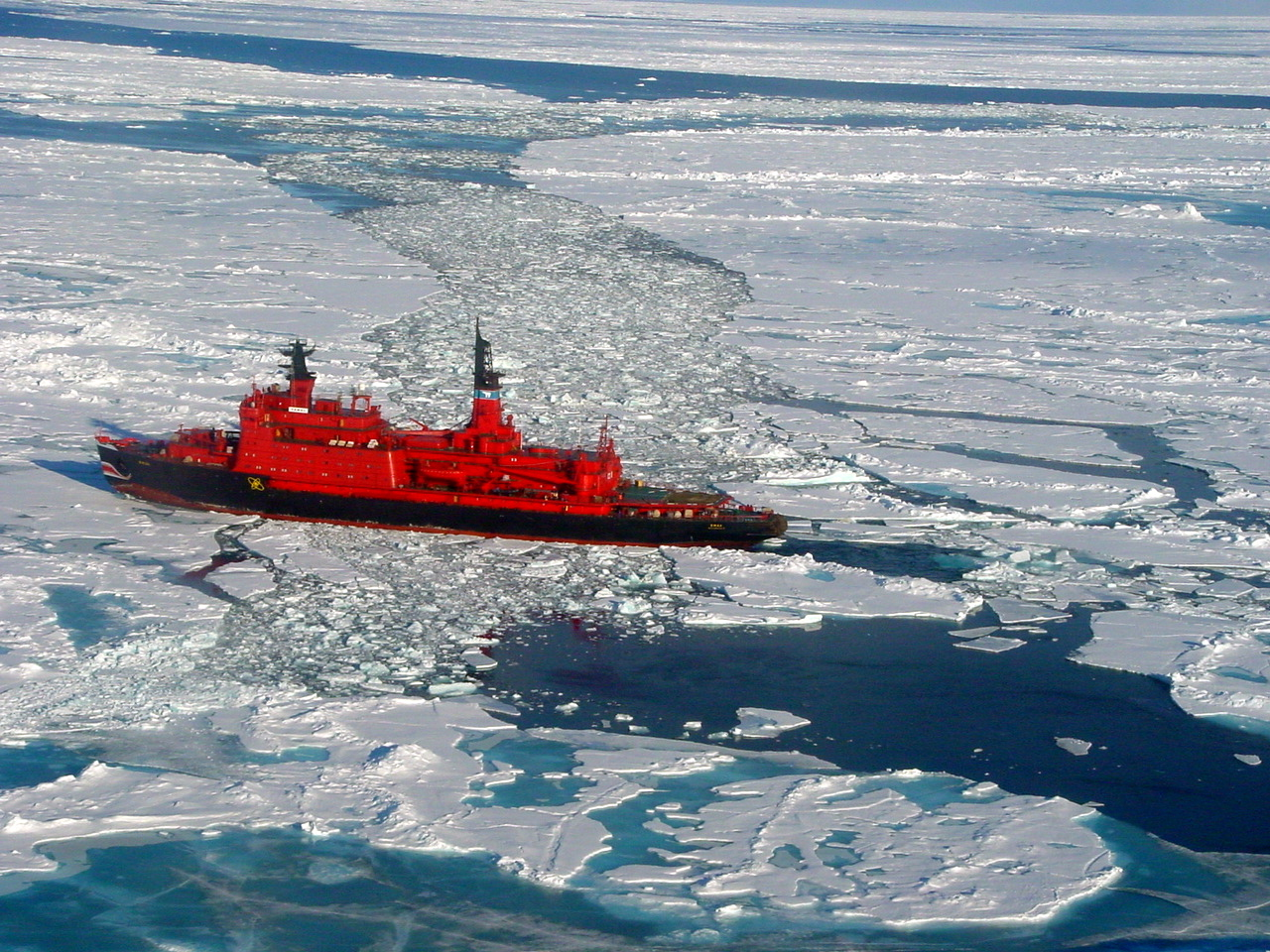
Rompighiaccio nucleare russo nella banchisa artica

Il Mar Glaciale Artico è una massa d'acqua situata interamente nella regione boreale dell'Artide, circondata in gran parte dalle estreme regioni settentrionali di Europa, Asia e America. Essendo delimitato da tre continenti, è un mare mediterraneo. Il nome "glaciale" deriva dalla caratteristica principale di questo mare, ossia il fatto di avere, nella sua parte centrale, attorno al Polo Nord, la superficie permanentemente ghiacciata; si tratta della banchisa artica, che subisce variazioni stagionali estendendosi verso sud durante i mesi invernali e viceversa ritirandosi verso nord nei mesi estivi.
L'Organizzazione Idrografica Internazionale, massima autorità internazionale in ambito idrografico, considera questo mare un oceano, definendolo Oceano Artico, talassonimo però non usato in Italia, dove si considera questa distesa acquea un mare dipendente dall'Oceano Atlantico.
I motivi delle due diverse definizioni sono dovuti principalmente all'estensione: ha una superficie intermedia tra i tre oceani e i più grandi mari mediterranei, pur essendo molto più vicina a questi ultimi, dato che la differenza tra esso e il più piccolo degli oceani (l'Indiano), è di 59 milioni di km², mentre la differenza con il più grande dei mari mediterranei (il Mediterraneo Australasiatico) è di soli 5 milioni di km².

## Etimologia
L'aggettivo artico deriva dal greco antico  ἀρκτικός?, arktikós, con riferimento alla costellazione dell'Orsa Maggiore, e ha il significato generale di settentrionale.
La denominazione "Mar Glaciale Artico" venne data da Charles Pierre Claret de Fleurieu nel 1797. Nel 1845 la Royal Geographical Society di Londra adottò la denominazione Arctic Glacial Ocean (in italiano "Oceano Glaciale Artico").

## Descrizione

### Idrografia
Il Mar Glaciale Artico occupa un bacino approssimativamente circolare e occupa un'area di circa 14090000 km².
Quasi racchiuso dalla terraferma e quindi rientrante tra i mari mediterranei, il Mar Glaciale Artico è circondato dalle terre di Europa, Asia, America. Essa si affaccia con la Groenlandia e l'Arcipelago artico. Le sue coste si sviluppano per un totale di 45389 km; al suo interno si trovano numerose isole. Ai suoi bordi si trovano alcuni mari dipendenti: Mare di Barents, Mar di Beaufort, Mare dei Ciukci, Mare di Kara, Mare di Laptev, Mar della Siberia Orientale, Mare di Lincoln, Mare di Wandel, Mare di Groenlandia, Mar Bianco e il Mare di Norvegia.
Una dorsale sottomarina, la dorsale di Lomonosov, divide il Mar Glaciale Artico in due bacini: quello euroasiatico (con il bacino di Nansen), che è profondo da 4 000 a 5450 m, e quello nordamericano, profondo circa 4000 m. La topografia del fondo oceanico è segnata da dorsali, piane abissali, fosse e bacini.

### Caratteristiche delle acque
Il maggior flusso di acqua in entrata viene dall'Oceano Atlantico, grazie alla corrente norvegese, che scorre lungo la costa dell'Eurasia. Altra acqua entra dall'Oceano Pacifico attraverso lo stretto di Bering. La maggior parte dell'acqua in uscita passa attraverso la corrente della Groenlandia orientale. La temperatura e la salinità variano stagionalmente, seguendo la formazione e lo scioglimento dei ghiacci.
Il ghiaccio galleggia sulla superficie dell'acqua, con uno spessore medio di 3 m (con punte occasionali di 10 m). La coltre di ghiaccio raddoppia le proprie dimensioni in inverno, inglobando parte della terraferma circostante. Gli iceberg si staccano dal confine della banchisa, e navigano lentamente verso sud sciogliendosi.

### Vita marina
Nel Mar Glaciale Artico sono presenti specie a rischio tra cui il tricheco e varie specie di balena, oltre ad altri mammiferi (pinnipedi) e pesci; tra gli invertebrati è nota la grande medusa criniera di leone, presente nel mondo non al di sotto del 42º parallelo Nord. L'ecosistema è comunque fragile e lento a ricostituirsi in seguito a sconvolgimenti.
La vegetazione maggiormente diffusa è quella del fitoplancton, che utilizza i nutrienti portati al mare dai fiumi e dalle correnti pacifiche e oceaniche. L'assenza di luce nel periodo invernale e lo strato di ghiaccio presente sopra l'acqua rendono difficile lo sviluppo delle piante; tuttavia in estate è possibile per le piante crescere ed effettuare la fotosintesi per periodi più prolungati.

## Clima
Le temperature sono sottozero per la maggior parte del tempo di conseguenza il ghiaccio copre la maggior parte della superficie del mare per tutto l'anno. L'Artico è una forte sorgente di aria fredda che si muove verso l'equatore, incontrando nel suo passaggio aria più calda alle medie latitudini e provocando piogge e nevicate. La sua posizione polare fa sì che l'inverno sia lungo e per la maggior parte nell'oscurità. In tale periodo, il tempo è freddo stabile e il cielo generalmente pulito. In estate, la notte si riduce quasi a zero, ma la maggiore radiazione solare non fa alzare di molto le temperature, poiché il suo angolo di incidenza al suolo è comunque molto piccolo. Il tempo è nebbioso, con deboli cicloni che portano pioggia e neve.

### Fusione dei ghiacci
Con l'aumento della concentrazione di anidride carbonica nell'atmosfera terrestre e il conseguente fenomeno di riscaldamento globale sotto forma di effetto serra, a partire dal secolo scorso e a tutt'oggi si sta verificando una progressiva fusione dei ghiacci artici in volume e un loro ritiro in estensione. Tra il 1979 e il 2006 l'estensione dei ghiacci artici si è complessivamente ridotta del 25%, mediamente ogni anno 100000 km² di ghiaccio si fondono e non si riformano durante l'inverno. Nel 2009 un'équipe di scienziati utilizzando un moderno modello climatico e seguendo uno scenario di inquinamento medio ha stimato che entro il 2100 nel mare Artico tutti i ghiacciai saranno fusi.
Il Polo Nord soffre di un buco nell'ozono simile a quello più conosciuto del Polo Sud, ma più piccolo.

## Economia
I porti principali di questo mare sono le città di Murmansk e Arcangelo in Russia, Churchill in Canada, e Prudhoe Bay in Alaska (USA). La navigazione spesso è possibile solo d'estate, quando il ghiaccio lascia libera una parte dell'acqua. Sono spesso necessarie speciali navi rompighiaccio, che sono capaci di aprirsi la via in uno strato di ghiaccio galleggiante, finché questo è abbastanza sottile. Il passaggio a nord-ovest (sulle coste nord del Canada e dell'Alaska) è stato teatro di famose esplorazioni.
Il Mar Glaciale Artico è anche strategicamente importante, essendo la via più corta tra il Nordamerica e la Russia; esistono stazioni e basi scientifiche nella zona a Ny Ålesund nelle isole Svalbard, Norvegia.